# 홍사준
홍사준(洪思俊, 1905년~1980년 5월 23일)은 대한민국의 미술사학자로, 호는 연재(然齋)이다. 고고미술동인회에 참여했며, 한국미술사학회 창립에 공헌했다

## 생애
중동학교를 졸업하고 경성예명학교, 양현여학교에서 교편을 잡았다. 이후 부여군청에서 고적보존사무를 담당했으며,  국립박물관 부여분관장과 경주분관장 및 국립부여박물관장을 역임했다.
문화재전문위원으로도 활동한 그는 백제 문물의 연구함며 익산 미륵사지석탑, 부여 정림사지 오층석탑 조사와 서산마애삼존불상 발견에 공헌했다.

## 저서
- 《서심초(敍心草)》
- 《연재고고논집》
- 《백제의 전설》
- 《백제문화와 부여》
- 《부여의 백제유적》
- 《백제사료》